# Philippe Magnan (musicien)
Cet article concerne le hautboïste Philippe Magnan. Pour le comédien, voir Philippe Magnan.
Pour les articles homonymes, voir Magnan.
Répertoire
- Répertoires baroque à contemporain 
(hautbois, hautbois d'amour, cor anglais)

Philippe Magnan est un hautboïste et pédagogue québécois né le 26 novembre 1963 à Québec (Canada). 

## Biographie
Philippe Magnan entre au Conservatoire de musique de Québec en 1975 pour y étudier le hautbois et la musique de chambre avec Jacques Simard. En 1984, il remporte le Premier prix en hautbois et le Prix Gérard-Bastien. La même année, il est lauréat du Premier prix au Concours international de musique de Toulon. Entre 1984 et 1988, il se perfectionne auprès de Heinz Holliger à Fribourg-en-Brisgau en Allemagne puis Thomas Indermühle à Rotterdam. Il approfondit sa maîtrise du hautbois baroque auprès de Ku Ebbinge aux Pays-Bas et Paul Dombrecht en Belgique. 
En 1987, il est le premier hautboïste à remporter le Prix d'Europe (77e édition). Il occupe le poste de professeur de hautbois à l’Académie du Domaine Forget de 1988 à 2001 et enseigne à l’Université Laval de 1993 à 2000. En 1996 et 1997 il accède au poste de professeur des Conservatoires de Rimouski et de Québec, fonctions qu’il occupe encore à ce jour. 
Parallèlement, il est hautbois solo de l’Orchestre symphonique de Québec de 1989 à 2000 et mène dès le début des années 1980 une carrière internationale avec l’Orchestre symphonique de Montréal, l’Orchestre de chambre de la Radio des Pays-Bas, l’Orchestre régional de Cannes-Provence-Alpes-Côte d’Azur, les Violons du Roy, le Manitoba Chamber Orchestra, l’ensemble I Musici de Montréal, etc. Depuis 1982, il a donné plus de 600 concerts en tant que soliste et chambriste et plus d'une centaine en tant que récitaliste en tournée au Canada, et s’est produit entre autres à Paris, Bruxelles, Gand, Prague, Brno, Varsovie, Stuttgart, Rotterdam, Boston et Chicago. En 2005, il a joué au Spivey Hall d'Atlanta lors d'une tournée aux États-Unis.
À la suite de sa rencontre avec Ku Ebbinge et Paul Dombrecht, il fonde avec quelques musiciens la Bande de hautbois de Québec, ensemble avec lequel il a effectué une tournée aux États-Unis, en France et au Canada.  Au hautbois baroque, Philippe Magnan a joué avec la Cetra d’Orfeo (Belgique), l’Ensemble Masques, Les Idées heureuses, etc. Il s’est produit à l'occasion d'une tournée canadienne avec le Pacific Baroque Orchestra de Vancouver sous la direction de Marc Destrubé, lors notamment d'un concert donné au Glenn Gould Studio à Toronto suivi d’un enregistrement pour l’émission Opening Night de la CBC Television.
En tant que chambriste, il a joué au Festival international de musique de Lanaudière, aux Rencontres de musique ancienne du Château de Mateus (Portugal), au Festival international d'été de Québec, au Festival Vancouver, au Hornby Island Festival (Colombie-Britannique), au Vancouver Chamber Music Festival, au Festival International de musique de chambre de Sainte-Pétronille (Québec), au Festival Montréal Baroque, au Ottawa Chamber Music Festival et au Festival d'été du Domaine Forget. Il s’est produit avec des formations telles que le Borealis String Quartet de Vancouver, le Quatuor Claudel, ainsi que deux ensembles de République tchèque : le Quatuor à cordes Vlach Praga et le Trio à cordes Gideon.
Défenseur de la musique du XXe siècle et d’aujourd’hui, Philippe Magnan a créé des œuvres d’Alain Perron, de Raymond Guiot et de John Rea. Il a créé en septembre 2005 avec l’orchestre symphonique de Québec (direction Yoav Talmi) le Concerto pour hautbois, cor anglais et orchestre commandé au compositeur canadien Jacques Hétu et repris à Ottawa en mai 2007, lors du Festival Quebec Scene, au Centre national des Arts. Il joue régulièrement des œuvres de Luciano Berio, Heinz Holliger, André Jolivet et transcrit pour le hautbois des œuvres de Claude Debussy, Mozart, Maurice Ravel, Igor Stravinsky, Erik Satie et Béla Bartók.

## Prix et distinctions
- 1987 : Prix d’Europe
- 1984 : Concours international de musique de Toulon, 2e prix
- 1984 : Conservatoire de musique de Québec, Prix Gérard-Bastien
- 1984 : Conservatoire de musique de Québec, Premier prix de hautbois et Premier prix de musique de chambre
- 1982 : Concours de l'Orchestre symphonique de Montréal, 1er prix
- 1981 : Concours de musique du Québec, 1er prix

## Discographie
- 2001 : Récital hautbois, cor anglais, avec Claude Soucy (piano), Disques Pelléas
- 1999 : Concertiste (Pasculli) avec I Musici de Montréal, dir. Yuli Turovsky, Chandos
- 1997 : Vidéo-clip produit au Manoir Montmorency à Beauport (QC), Bravo!FACT
- 1984 : Récital hautbois et piano, Radio-Canada International